# Фанні Голройд
Фанні Голройд (англ. Fanny Holroyd; до шлюбу Фаншо Макферсон (англ. Fannie Fetherstonhaugh Macpherson); 17 листопада 1863, Муні-Пондз, Вікторія, Австралія — 17 квітня 1924, Сиракуза, Сицилія) — австралійсько-британська художниця.

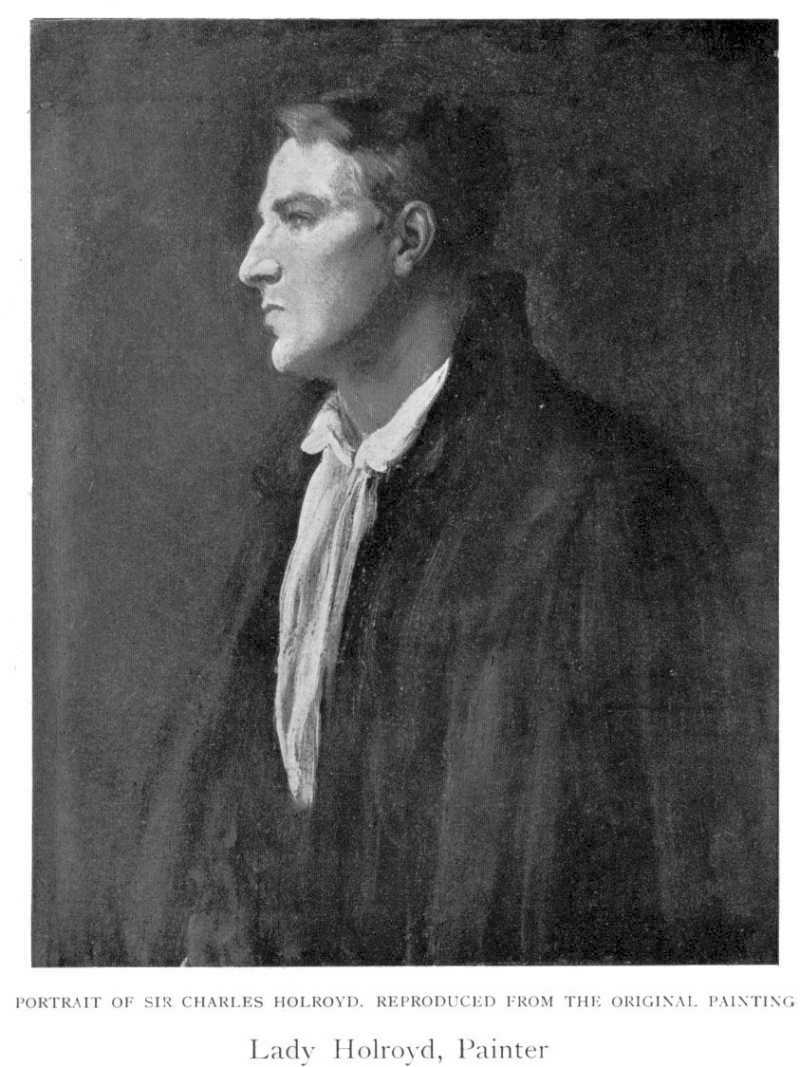
Портрет чоловіка роботи Фанні Голройд

Фанні (Френсіс (англ. Frances)) Фаншо Макферсон народилася 1863 року в Муні-Пондз, передмісті Мельбурна, у сім'ї прем'єр-міністра штату Вікторія Джона Александра МакФерсона та Луїзи Елізабет (англ. Louisa Elizabeth).
Вивчала мистецтво в Лондоні в школі образотворчого мистецтва Слейда. У Римі познайомилася з художником Чарльзом Голройдом, з яким одружилася 1891 року у церкві святого Петра, Бейсвотер. 21 вересня 1892 року народила єдиного сина Майкла (англ. Michael).
Після призначення чоловіка хранителем Тейта у 1897 році, сім'я переїхала до міста Епсом. 1904 року його посвятили в лицарі, і Фанні стала «леді», орієнтовно в цей же час сім'я переїхала з міста.
1905 року портрет чоловіка її авторства включили до книги «Художниці світу» (англ. Women Painters of the World). У переписі 1911 року зафіксовано, що сім'я жила з трьома слугами у Вейбриджі.
Після смерті чоловіка управління його маєтком (вартість £13,221) перейшло до дами Фанні Годройд та її сина Майкла Голройдів (тоді капітана), про що є запис від 8 лютого 1918 року. 1918 року вдова подарувала галереї Тейт його гравюру «Салют, Венеціє» (англ. The Salute, Venice).
Фанні Голройд померла у місті Сиракуза, Сицилія (хоча згадується і Лондон) 17 квітня 1924 року. Її маєток (вартість £23,661) перейшов до сина Майкла, який тоді навчався у Брейсноуз коледжі.

## Виноски
1. 1 2  https://archive.org/stream/visitationofengl12howa#page/21
2. 1 2  https://eehe.org.uk/?p=69964
3. 1 2  Find a Grave — 1996.
4. ↑  How to pronounce Fetherstonhaugh (англ.) .
5. 1 2 3 4 5 6 7 8 9 10 11  Roger Morgan (2021). Sir Charles and Lady Frances Holroyd. Artists resident in Epsom for some years around 1900 (англ.) . eehe.org.uk.
6. ↑  Herring, Sarah (30 травня 2013) [2004]. Holroyd, Sir Charles (1861–1917). Oxford Dictionary of National Biography (вид. online). Oxford University Press. doi:10.1093/ref:odnb/33961. (Необхідна підписка або членство в публічній бібліотеці Сполученого Королівства .)
7. ↑  Women painters of the world, from the time of Caterina Vigri, 1413—1463, to Rosa Bonheur and the present day, by Walter Shaw Sparrow, The Art and Life Library, Hodder & Stoughton, 27 Paternoster Row, London, 1905